# Òscar Briz
Òscar Briz (l'Alcúdia, 1965) és un cantant, guitarrista i autor valencià. Va debutar la seva carrera als anys 1980, i cantà durant molts anys en diversos grups del país . Després d’uns anys vivint a l'Austràlia, va tornar al País Valencià i desenvolupa una carrera en solitari. El 2007 i 2008 va rebre reconeixements als Premis Enderrock.

## Biografia
Òscar Briz va debutar el 1984, com membre de C.O.D.A., una formació amb influències del punk rock del període. Vora el 1990 va ser membre del grup d'indie pop Banderas de Mayo, amb música en castellà. Després Briz va residir un temps a Austràlia, on tocava amb The Whitlams. Llur tercer àlbum va rebre el Premi Aria com el millor àlbum "indie" de l'any. Torna el 1999 al País Valencià.
Després de dos àlbums com part de la formació, Òscar Briz i els Cors d'Aram, el 2005 va presentar Identitat aliena sota el seu propi nom. Va seguir Quart creixent el 2007 i Asicronia l'any següent. Quart creixent va ser escollit com Àlbum d'autor de l'any als Premis Enderrock. El 2010 la discogràfica Picap va publicar Hotel Paraiso, un àlbum produït en col·laboració amb Cristina Blasco. El mateix any Briz va presentar L'estiu, que va rebre comparacions amb la música de Nick Drake. L'àlbum va rebre els premis Neo Música de La Cartelera Levante EMV i dos Ovidi Montllor, un al millor disc de pop i l'altre a la millor cançó per Carolina dins d'un pou. A més, amb el tema inèdit Sense futur en el qual musicava el poeta Salvador Espriu, Briz guanyà ex aequo la tercera edició (2011) del Premi Miquel Martí i Pol, organitzat pel Celler Vall Llach.
Briz va tornar el 2013 amb Youth, que —malgrat la llengua del títol— va ser cantat en valencià en la seva totalitat. Després d'Entre llums i ombres el 2015 va presenterar el Totes les cançons del món dos anys més tard. Aquest disc de concert va ser gravat durant el festival Barnasants. Les següents produccions han sigut publicades per autoedició. L'EP No caure és que m'agafes les mans el 2018 i l'any següent pel també EP El soroll del nostre pas. El 2019 va presentar That Old Feeling, una col·laboració amb Lucas Ibáñez, Amadeu Adell & Felip Santandreu. A la fi de 2020 va presentar Amor & psicodèlia en temps de virus, un disc a l'entorn de les conseqüències socials i psicològiqes de la pandèmia de covid-19.

## Discografia

### C.O.D.A.
- Ansia (autoedició, 1984)

### Banderas de mayo
- Banderas de mayo (INDIE, 1989)
- Raza (100% BDM, 1990)
- Iris (100% BDM, 1992)

### The Whitlams
- Eternal Nightcap (Black Yak Phantom, Austràlia 1997)

### The Beat Dealers
- The Beat Dealers (inèdit, 1996)
- The Beat Dealers EP (Cambra, 2000)

### Òscar Briz i els Cors d'Aram
- El temps ja ha arribat (La Destilería, 1999)
- Purdesig (Cambra Records, 2002)

### Òscar Briz
- Identitat aliena (Ventilador Music, 2005)
- Quart creixent (Ventilador Music, 2007)
- Asincronia (Ventilador Music, 2008)
- Hotel Paraiso, Cristina Blasco & Òscar Briz (Picap, 2010)
- L'Estiu, (LaCasaCalba, 2010)
- Youth, (LaCasaCalba, 2013)
- Entre llums i ombres (Mesdemil, 2015)
- Totes les cançons del món, Òscar Briz al Barnasants (Ventilador Music, 2017)
- No caure és que m'agafes de les mans (EP autoeditat, 2018)
- El soroll del nostre pas (EP autoeditat, 2019)
- That Old Feeling, Òscar Briz, Lucas Ibáñez, Amadeu Adell & Felip Santandreu (LP autoeditat, 2019)
- Amor & psicodèlia en temps de virus (autoeditat, 2020)

## Reconeixements i premis
- Seleccionat com a representant musical a la Fira Llibre Frankfurt 2007
- Finalista Puig Porret 2007
- Premis Ovidi Montllor 2007, 2009, 2011, 2021[7]
- Enderrock, 2007, 2008
- Premi Miquel Marti i Pol 2011 (ex aequo)
- Altaveu Frontera, Sant Boi de Llobregat
- Premi Neo-Música, La Cartelera – Levante EMV
- Premis Carles Santos 2021 (millor disc de cançó d´autor, millor cançó)